# Zastupitelstvo města Blovice
Zastupitelstvo města Blovice je nejvyšším orgánem samosprávy města Blovice, které má od roku 1994 15 zastupitelů včetně pěti členů městské rady a starosty města, který je zároveň členem městské rady. Zastupitelé jsou voleni v rámci komunálních voleb každé čtyři roky, přičemž poslední volby proběhly 5. a 6. října 2018 a následující volby proběhnou v roce 2022.
Rada městyse Blovice o 30 členech byla obnovena v 17. století, avšak v 80. letech téhož století došlo ke krizi, kdy se rada prakticky nescházela. V roce 1848 bylo zřízeno městské zastupitelstvo o 18 členech, později byl počet členů zvýšen v souvislosti s rozvojem města na 30. Po Sametové revoluci byl počet snížen na 20 a poté dále na dnešních 15. Hlavně v 60. letech 20. století docházelo ke slučování městského zastupitelstva s ostatními zastupitelstvy okolních obcí, které se připojily k městu Blovice.
V současném volebním období (2018–2022) je v zastupitelstvu zastoupeno pět politických stran a hnutí. Od 31. října 2018 je starostou Bc. Robert Zelenka („ŽIJEME BLOVICE“ Sdružení nezávislých kandidátů), místostarostou Ing. Michal Hodek (Společně pro Blovice). Ze zákona musí zastupitelstvo zřídit kontrolní a finanční výbor. Předsedou kontrolního výboru je Mgr. Dagmar Hrubá (ODS) a předsedou finančního výboru Karel Prokopec („ŽIJEME BLOVICE“ Sdružení nezávislých kandidátů).

## Do roku 1848
Rada městyse Blovic byla obnovena v 17. století. „Za panování Jeho Milosti Pána Pana N. N., pána na Hradišti, Žďáře, a Vildštejně stalo se obnovení rady v městyse Blovicích. Což by k cti a chvále Boží, Panny Marie, všech Svatých, svatých patronů, sv. Isidora, Antonína, Vavřince, Martina a Markéty Panny k dobrému prospěšnému městyse Blovic sloužiti mohlo, řízením Božím a milostivou vůlí Milostivé vrchnosti jsou následující osoby zvoleny a dosazeny.“ Do rady bylo zvoleno 12 konšelů, 5 obecních starších, městský rychtář, 2 dohlížitelé na chléb a maso, 3 dohlížitelé na sladovnu a k dohledu na sládka, 2 desátníci, 2 hajní pro les a řeku, 2 k přijímání obecního obilí z polí a nepravidelně volena funkce zvoníka proti mračnům. Městská rada tedy čítala zhruba 30 členů, avšak počet nebyl stálý a neustále kolísal. Oněch 12 zvolených konšelů se střídalo po jednom měsíci ve funkci purkmistra. Každý nový občan města musel jako vstupní poplatek zaplatit 8 kop míšeňských a svačinu konšelům včetně piva.
Rada se však nescházela pravidelně, čemuž nasvědčuje záznam z roku 1687 v knize zápisů městečka Blovického: „Pan purkmistr a páni konšelé považujíce předešlou jak mezi osobami konšelskými, tak i mezi obcí velikou váhavost, tak že jak páni spoluradní do rady, tak obecní lid do obce podle potřeby velmi nedbanlivě se schází, pročež takto snešeno a v plné radě i celé obce ustanoveno jest. Kdykoliv toho jaká potřeba ukazovala a páni spoluradní do rady, aneb obec do společnosti by povoláni byli a jistá hodina, kdyby skutečně se sejíti měli, jim se oznámila a oni podle předešlé zvyklosti své zase by odkládali a pro zpozdívání se jiným skrze očekávání čas mařili a ne v určitou hodinu,. kdy povoláni budou se nepostavili, aneb jisté příčiny, proč by se postaviti nemohli nepřednesli, tedy z pánův spoluradních kolikrátkoliv by se takového zpoždění dopustil, pokaždé 1 kopu grošů míšeňských, z obce pak půl kopy pokuty propadnouti má a ta žádnému pod žádným vymyšleným způsobem prominuta nebude.“
Během 17. a 18. století se setkáváme na pozici konšelů s následujícími jmény: Baumschlager, Budilovský, Čapek, Chvojka, Kolář, Král, Kreuzar, Kuchynka, Kutina, Job. Mašát, Maškovský, Plánický, Příkosický, Rožmitálský, Rožmberský, Srch, Šafařík, Špaček, Tereba, Trmota, Velhartický, Vavřínovič, Vorel, Vořehledský, Zachatý, Zoufalý a Zvíkovský.
V 18. století však došlo ke změně, kdy se počet konšelů zredukoval na pouhé čtyři, přičemž úřad purkmistra každý zastával po dobu tří měsíců. Ten měl za úkol řídit jednání městské rady a byl předsedou městského soudního tribunálu. Tyto důležité povinnosti ho však zavazovaly při své nepřítomnosti ve městě dočasně předat úřad jinému konšelovi. Rada města Blovice byla volena na jeden až pět let a měla na starosti hlavně dohled na místními živnostníky a cechy.
Dne 15. května 1809 neúspěšně žádal magistrát města Blovic o stipendium žák druhé humanitní třídy Josef Linda, pozdější známý spisovatel, dramatik a pravděpodobně i falzifikátor.

## Ustanovení městské samosprávy

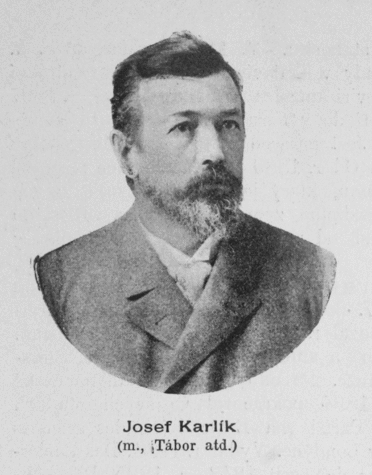
František Josef Karlík, poslanec a starosta města (1885–1891)

V roce 1848 byl zrušen magistrát města Blovice a zřízen městský úřad, čímž se vytvořila obecní samospráva. Spolu s tím došlo k založení městského zastupitelstva s 18 členy, které bylo voleno obyvatelstvem a samo volilo starostu. Samotná městská kancelář byla vedena městským tajemníkem. Městská rada však reorganizaci v roce 1848 ustála, a tedy i po tomto roce směřovala činnost zastupitelstva a kontrolovala konání starosty.
Volba zastupitelstva a starosty se v této době nijak výrazně nelišila od dnešního volebního systému. Po sečtení všech hlasů se stali zastupiteli pouze ti kandidáti, kteří dosáhli nadpolovičního počtu hlasů. Volba tak probíhala naněkolikrát. Na volby v celém městě dohlížela volební komise, jehož předsedou se stala vždy nějaká významná osobnost místního politického či kulturního života. Předsedou volební komise tak byl například hrabě Jan Kolovrat Krakovský, děkan František Jaroslav Vacek-Kamenický nebo Eduard Pálfy z Erdödu.
Zastupitelé však nebyli voleni za jednotlivé strany, jako je známe v dnešní podobě, ale za tzv. stavy. První sbor tvořili čestní měšťané, druhý byl tvořen především státními zaměstnanci a ve třetím stavu byli zastoupeni měšťané nejrůznějších profesí, kteří nespadali do předchozích dvou sborů.
V letech 1885 až 1891 byl starostou František Josef Karlík (v 90. letech poslancem českého zemského sněmu a Říšské rady), který založil v 80. letech volební koalici občanů Blovic pod názvem Strana pořádku.
V roce 1887 bylo složení městského zastupitelstva následující:
- purkmistr: František Josef Karlík
- radní: Karel Homan, Karel Háček, Václav Suk
- výborové: Josef Brandl, Václav Ebenstreit, František Háček, Jan Kratochvíle, Kašpar Kursa[p 2], Marek Lederer, Karel Příkosický, Dr. Štěpán Pučálka, Jan Roleček, Jan Skořepa, Josef Špaček, Matěj Špaček, Bedřich Weisskopf, Jan Zacharda

## Do komunistického převratu (1918–1948)
Samostatnost Republiky československé přinesla velké politické změny, kdy se už nevolily, jako za Rakouska-Uherska, jednotlivé stavy, ale politická hnutí a strany v dnešním slova smyslu. Novým volebním řádem se stal zákon č. 75 z 31. ledna 1919. Zisky mandátů v městském zastupitelstvu ukazuje následující tabulka:
| Komunální volby v roce:                                        | 1919         | 1924       | 1927       | 1931       | 1938       | 1946           |
| -------------------------------------------------------------- | ------------ | ---------- | ---------- | ---------- | ---------- | -------------- |
| Československá sociální demokracie                             | 16           | 10         | 7          | 10         | 11         | 6              |
| Československá strana národně socialistická                    | 16           | 1          | 4          | 6          | 6          | 4              |
| Československá národní demokracie                              | 8            | 8          | 12         | 7          | 4          | strana zanikla |
| Republikánská strana zemědělského a malorolnického lidu        | 0            | 1          | 12         | 1          | 2          | strana zanikla |
| Československá živnostensko-obchodnická strana středostavovská | 0            | 2          | 12         | 2          | 4          | strana zanikla |
| Československá strana lidová                                   | 0            | 2          | 12         | 3          | 3          | 5              |
| Komunistická strana Československa                             | neexistovala | 0          | 1          | 1          | 0          | 15             |
| Celkový počet mandátů zastupitelstva                           | 24 mandátů   | 24 mandátů | 24 mandátů | 30 mandátů | 30 mandátů | 30 mandátů     |

Výsledky komunálních voleb v roce 1946 předznamenaly komunistickou totalitu, když Komunistická strana Československa získala 15 mandátů z 30 možných.

## Zastupitelstva okolních obcí
Okolní obce měly v historii také svá obecní zastupitelstva, která zanikla při sloučení obcí s městem Blovice. Jedná se o obce: Bohušov, Hradiště, Hradišťská Lhotka, Hradišťský Újezd, Komorno a Vlčice.

### Hradiště – Bohušov
Volby do obecního zastupitelstva, v té době 12členného, se konaly 27. září 1931. Starostou byl zvolen Václav Synáč, tajemníkem Ladislav Bečvář, radními Antonín Klaisner a Josef Špaček. Starosta však hned rok na to – 18. února 1932 – na svou funkci kvůli Velké hospodářské krizi resignoval, čímž se dostal na místo obecního starosty dosavadní tajemník Ladislav Bečvář a dosavadní rezignující starosta se stal tajemníkem. Další ztrátou v řadách zastupitelů bylo odstěhování zastupitele Františka Klikara z obce 23. března 1932.
Komunální volby roku 1938 se konaly dne 12. června. 276 voličů si vybíralo ze třech kandidátek: sociální demokracie (91 hlasů), agrárníci (85 hlasů) a národní socialisté (62 hlasů). Volba starosty proběhla 12. července téhož roku a zvolen byl sociální demokrat Josef Špaček z Bohušova čp. 23., čímž se stal poprvé občan Bohušova starostou spojené obce Hradiště - Bohušov. Tajemník Václav Synáč svůj post obhájil.
Obec byla sloučena s městem Blovice v roce 1960, čímž zanikl do té doby fungující místní národní výbor.

### Hradišťská Lhotka
V roce 1929 bylo obecní zastupitelstvo osmičlenné včetně starosty, kterým byl Jan Aišman. Rok 1932 přinesl společné schůze obecního zastupitelstva Hradišťské Lhotky a Smederova, a to kvůli nové zemské silnici spojující tyto dvě obce.

### Komorno
Schůze obecního zastupitelstva o devíti členech z 29. června 1922 odhlasovala v Komornu ubytování československých vojáků při vojenských manévrech na Blovicku, a to pro 20 jezdců a 150 příslušníků pěchoty (což je velké číslo vzhledem k velikosti obce). Ve stejném roce probíhala mezi zastupiteli bouřlivá diskuze, zda má obec přistoupit k elektrifikaci či nikoliv. Obecní zastupitelstvo zřizovalo kontrolní i finanční komisi a od založení do zrušení mělo devět členů včetně obecního starosty.
Volby konané 19. října 1924 znamenaly obměnu obecních zastupitelů. Za tímto účelem se sešla 11. října volební komise, protože do tohoto dne nedošlo k podání kandidátky ani jedné strany, tudíž bylo nutno sestavit kandidátku společnou. Protože řešení navržené na této schůzi nebylo přijato občany, konala se hned druhého dne další schůze volební komise, která složila další verzi kandidátky. Po volbách byl však tento postup napaden u Zemské správy politické v Praze, a ta námitku uznala s tím, že nové volby vyhlásila na 1. březen 1925. Nakonec byly podány dvě kandidátky: Místní domovina domkářů a malorolníků a Skupina svazu západočeských domkářů a malorolníků. První jmenovaná skupina získala šest mandátů, druhá mandáty tři. Volba nového starosty novým zastupitelstvem probíhala 22. března roku 1925, kdy byl zvolen Josef Lopata (čp. 7).
Dne 19. května 1957 proběhly volby do MNV, kdy byli všichni navržení kandidáti bez výjimky schváleni. Zastupitelstvo zaniklo k 1. 1. 1976, kdy došlo ke správnímu sloučení s městem Blovice. Do městského zastupitelstva byl za Komorno zvolen Josef Lopata.

### Štítov
Komunální volby 13. března 1928 se v obci vůbec nekonaly, protože byla podána pouze jedna kandidátní listina, a to agrárníků. Proto bylo dvanáct zastupitelských křesel rozděleno dohodou. Staronovým starostou se stal agrárník Václav Rund (čp. 27). Volby v roce 1932 již proběhly regulérně, a to s výsledkem: agrárníci (6 mandátů), sociální demokracie (5 mandátů) a národní socialisté (1 mandát). Novým starostou byl zvolen opět agrárník Josef Houdek (čp. 19). Zastupitelstvo zaniklo k 1. 1. 1976, kdy došlo ke správnímu sloučení s městem Blovice. Do městského zastupitelstva byl za Štítov zvolen František Kovář.

### Vlčice
V letech 1916 až 1921 byl starostou obce Tomáš Cinkajzl (čp. 54). V důležitém roce 1945 byl starostou Josef Pedál, který založil v sobotu večer 5. května 1945 Revoluční národní výbor. Předsedou RNV byl však zvolen Jan Duchek. 2. června 1945 byl obecní úřad transformován na místní národní výbor, přičemž starostou se stal František Matoušek (zámečník ČSD, čp. 6) a zvoleno bylo dalších 10 zastupitelů. Toto složení však nevyhovovalo všem občanům obce, jak se můžeme dočíst v obecní kronice: „O tomto národním výboru nelze říci, že by představoval zástupce všeho obyvatelstva v obci, neb, že byl zvolen demokraticky, poněvadž při volbě tohoto národního výboru nebylo možno zabrániti teroru, který rozpoutalo několik neodpovědných jedinců.“ Po osvobození republiky jako první začala s agitací Komunistická strana Československa (v té době s asi 50 místními členy, květen 1945), Československá sociální demokracie (12 členů, listopad 1945) a Československá strana lidová (leden 1946, 20 členů). Ve volbách v roce 1946 se volilo celkem 12 členů zastupitelstva, přičemž výsledky byly následující: KSČ získala 8 mandátů, lidovci dva a sociální demokracie taktéž dva. Zastupitelstvo zaniklo k 1. 1. 1976, kdy došlo ke správnímu sloučení s městem Blovice. Do městského zastupitelstva byl za Vlčice zvolen František Zdvořáček.

## Demokratická ČSFR a ČR (1990–)
| Výsledky komunálních voleb                                    | 1990                         | 1990                         | 1994                         | 1994                         | 1998                         | 1998                         | 2002                         | 2002                         | 2006                         | 2006                         | 2010                         | 2010                         | 2014                   | 2014                   | 2018                 | 2018                 |
| Výsledky komunálních voleb                                    | mandátů                      | hlasů                        | mandátů                      | hlasů                        | mandátů                      | hlasů                        | mandátů                      | hlasů                        | mandátů                      | hlasů                        | mandátů                      | hlasů                        | mandátů                | hlasů                  | mandátů              | hlasů                |
| ------------------------------------------------------------- | ---------------------------- | ---------------------------- | ---------------------------- | ---------------------------- | ---------------------------- | ---------------------------- | ---------------------------- | ---------------------------- | ---------------------------- | ---------------------------- | ---------------------------- | ---------------------------- | ---------------------- | ---------------------- | -------------------- | -------------------- |
| Občanské fórum / Občanská demokratická strana                 | 12                           | 55,7%                        | 3                            | 20,3%                        | 3                            | 22,37%                       | 6                            | 37,36%                       | 7                            | 47,49%                       | 6                            | 37,89%                       | 6                      | 34,59%                 | 4                    | 24,44%               |
| Křesťanská a demokratická unie – Československá strana lidová | 4                            | 18,8%                        | 2                            | 11,99%                       | 3                            | 17,64%                       | 1                            | 9,51%                        | 1                            | 10,77%                       | 0                            | 1,91%                        | 0                      | 3,71%                  | strana nekandidovala | strana nekandidovala |
| Komunistická strana Čech a Moravy                             | 2                            | 11,3%                        | 3                            | 17,2%                        | 3                            | 16,9%                        | 3                            | 18,29%                       | 4                            | 23,87%                       | 3                            | 18,97%                       | 2                      | 14,01%                 | 1                    | 8,43%                |
| Sdružení nezávislých kandidátů                                | sdružení nekandidovalo       | sdružení nekandidovalo       | 7                            | 48,36%                       | 3                            | 20,49%                       | 2                            | 16,64%                       | sdružení nekandidovalo       | sdružení nekandidovalo       | sdružení nekandidovalo       | sdružení nekandidovalo       | sdružení nekandidovalo | sdružení nekandidovalo | 7                    | 38,65%               |
| Česká strana národně sociální                                 | 3                            | 14%                          | 0                            | 2,14%                        | strana nekandidovala         | strana nekandidovala         | strana nekandidovala         | strana nekandidovala         | strana nekandidovala         | strana nekandidovala         | 0                            | 0,65%                        | strana nekandidovala   | strana nekandidovala   | strana nekandidovala | strana nekandidovala |
| Česká strana sociálně demokratická                            | strana nekandidovala         | strana nekandidovala         | strana nekandidovala         | strana nekandidovala         | 3                            | 22,60%                       | 3                            | 18,20%                       | strana nekandidovala         | strana nekandidovala         | 2                            | 13,34%                       | 1                      | 8,94%                  | 0                    | 1,88%                |
| ALTERNATIVA                                                   | strana neexistovala          | strana neexistovala          | strana neexistovala          | strana neexistovala          | strana neexistovala          | strana neexistovala          | strana neexistovala          | strana neexistovala          | 3                            | 17,86%                       | strana nekandidovala         | strana nekandidovala         | 2                      | 11,6%                  | strana nekandidovala | strana nekandidovala |
| Věci veřejné                                                  | strana neexistovala          | strana neexistovala          | strana neexistovala          | strana neexistovala          | strana neexistovala          | strana neexistovala          | strana nekandidovala         | strana nekandidovala         | strana nekandidovala         | strana nekandidovala         | 3                            | 17,4%                        | strana nekandidovala   | strana nekandidovala   | strana nekandidovala | strana nekandidovala |
| TOP 09                                                        | strana neexistovala          | strana neexistovala          | strana neexistovala          | strana neexistovala          | strana neexistovala          | strana neexistovala          | strana neexistovala          | strana neexistovala          | strana neexistovala          | strana neexistovala          | 1                            | 9,82%                        | 1                      | 7,26%                  | 1                    | 10,96%               |
| ANO 2011                                                      | politické hnutí neexistovalo | politické hnutí neexistovalo | politické hnutí neexistovalo | politické hnutí neexistovalo | politické hnutí neexistovalo | politické hnutí neexistovalo | politické hnutí neexistovalo | politické hnutí neexistovalo | politické hnutí neexistovalo | politické hnutí neexistovalo | politické hnutí neexistovalo | politické hnutí neexistovalo | 2                      | 11,76%                 | 2                    | 11,04%               |
| Starostové a nezávislí                                        | politické hnutí neexistovalo | politické hnutí neexistovalo | politické hnutí neexistovalo | politické hnutí neexistovalo | politické hnutí neexistovalo | politické hnutí neexistovalo | politické hnutí neexistovalo | politické hnutí neexistovalo | hnutí nekandidovalo          | hnutí nekandidovalo          | hnutí nekandidovalo          | hnutí nekandidovalo          | 1                      | 8,11%                  | 0                    | 4,60%                |
| Celkový počet mandátů zastupitelstva                          | 20 mandátů                   | 20 mandátů                   | 15 mandátů                   | 15 mandátů                   | 15 mandátů                   | 15 mandátů                   | 15 mandátů                   | 15 mandátů                   | 15 mandátů                   | 15 mandátů                   | 15 mandátů                   | 15 mandátů                   | 15 mandátů             | 15 mandátů             | 15 mandátů           | 15 mandátů           |
| Volební účast                                                 | 85,55 %                      | 85,55 %                      | 77,31 %                      | 77,31 %                      | 59,70 %                      | 59,70 %                      | 58,41 %                      | 58,41 %                      | 53,30 %                      | 53,30 %                      | 52,58 %                      | 52,58 %                      | 55,16 %                | 55,16 %                | 55,72 %              | 55,72 %              |

## Starostové města
Následující tabulka zobrazuje všechny starosty města Blovice od roku 1848:
| Blovice         | Blovice                             | Blovice               | Blovice                        | Blovice                       |
| Období          | Starosta                            | Stranická příslušnost | Stranická příslušnost          | Původní povolání              |
| --------------- | ----------------------------------- | --------------------- | ------------------------------ | ----------------------------- |
| 1848–1850       | Josef Ill                           |                       |                                | rolník a obuvník              |
| 1850–1865       | František Vinter                    |                       |                                | úředník a hospodářský správce |
| 1865–1870       | Dr. Čeněk Novák                     |                       |                                | hraběcí a všeobecný lékař     |
| 1870–1879       | František Háček                     |                       |                                | rolník a řemenář              |
| 1880–1885       | Václav Ebenstreit                   |                       | staročeši / Strana pořádku     | notář                         |
| 1885–1891       | František Josef Karlík              |                       | mladočeši / Strana pořádku     | majitel parních mlýnů         |
| 1891            | Karel Homan                         |                       | mladočeši                      | rolník a hrnčíř               |
| 1892            | František Šafařík                   |                       |                                | rolník                        |
| 1892–1894       | Dr. František Metelka               |                       |                                | advokát                       |
| 1895–1897       | Viktor Kříž                         |                       |                                | notář                         |
| 1898–1901       | Emanuel Bezděka                     |                       |                                | nájemce pivovaru              |
| 1901–1919       | Dr. Josef Březina                   |                       | mladočeši / národní demokracie | advokát                       |
| 1919–1923       | Josef Vyleta                        |                       | sociální demokracie            | pekař                         |
| 1923–1935       | Rudolf Homan                        |                       | národní demokracie             |                               |
| 1935–1939       | Petr Hrach                          |                       | sociální demokracie            |                               |
| 1939–1941       | Jan Bystřický                       |                       | národní socialisté             | krejčí                        |
| 1941–1945       | Václav Kašpárek                     |                       | živnostníci                    | obchodník                     |
| 1945            | Václav Šterner (jako předseda RMNV) |                       | sociální demokracie            | elektromontér                 |
| 1945–1946       | Václav Fišer                        |                       | KSČ                            | soudní úředník                |
| 1946–1952       | Josef Homan                         |                       | KSČ                            | učitel                        |
| 1952–1957       | Vojtěch Lokajíček                   |                       | KSČ                            | cestář                        |
| 1957–1960       | Jaroslav Šlauf                      |                       | KSČ                            | mechanik                      |
| 1960–1976       | Václav Tampa                        |                       | KSČ                            | zámečník                      |
| 1976–1981       | Vlastimil Jaroš                     |                       | KSČ                            |                               |
| 1981–1986       | Jan Láska                           |                       | KSČ                            | elektromontér                 |
| 1986–1990       | Karel Prokopec                      |                       | KSČ                            | zámečník                      |
| 1990–1994       | Jaroslav Kratochvíl                 |                       |                                |                               |
| 1995            | Jana Alexyová                       |                       |                                |                               |
| 1996–1998       | Jaroslav Kratochvíl                 |                       |                                |                               |
| 1999–2001       | Karel Škrábek                       |                       |                                |                               |
| 2001–2018       | Jan Poduška                         |                       | ODS                            |                               |
| 2018–současnost | Robert Zelenka                      |                       | „ŽIJEME BLOVICE“ SNK           |                               |